# Lei dos Prefeitos
A Lei dos Prefeitos  foi uma lei criada na regência de Araújo Lima, durante a Balaiada (1838 - 1841).
A lei autorizava os presidentes das províncias a nomearem os prefeitos municipais, levando assim os seus “nomes de confiança” ou eles próprios ao poder. Este fato acirrou mais ainda as relações do povo com as instituições governamentais, uma vez que a população naquela época não votava.